# Королево (Ярославская область)
Королёво — опустевшая деревня в Ярославском районе Ярославской области. Входит в состав Карабихского сельского поселения.

## География
Находится в восточной части Ярославской области на расстоянии приблизительно 16 км на юг-юго-запад по прямой от станции Ярославль.

## История
Деревня была отмечена еще на карте 1798 года. В 1859 году здесь (сельцо Ярославского уезда Ярославской губернии) было учтено 15 дворов, в 1898 — 15.

## Население
Численность населения: 86 человек (1859 год), 0 как в 2002 году, так и в 2010. По состоянию на 2020 год опустела.

### Известные жители
- Яковлев, Александр Николаевич (1923—2005) — американист, академик РАН; секретарь ЦК КПСС (1986—1990), член Политбюро ЦК КПСС (1987—1990); председатель Российской партии социальной демократии (1995—2000).
- Яковлев, Константин Фёдорович (1924—1978) — писатель и журналист, член союза писателей СССР.